# Dallas Cowboys 1992
La stagione 1992 dei Dallas Cowboys è stata la 33ª della franchigia nella National Football League e ha visto la vittoria del suo terzo Super Bowl, il primo di tre successi negli anni novanta. Dall'acquisto del club nel 1989, il proprietario Jerry Jones e il capo-allenatore Jimmy Johnson guidarono una delle peggiori squadre di tutti i tempi a diventare la prima a vincere tre Super Bowl nell'arco di quattro stagioni. Guidata da un attacco esplosivo e dalla miglior difesa della lega, Dallas schierava anche la squadra più giovane della NFL, terminando la stagione regolare con un record di 13-3. Nei playoff, i Cowboys batterono i Philadelphia Eagles e i San Francisco 49ers, battendo nel Super Bowl XXVII i Buffalo Bills. MVP della gara fu il quarterback Troy Aikman.

## Calendario

### Stagione regolare
| Avversario             |    |    | Ris. | TV ora      | Pubblico |
| ---------------------- | -- | -- | ---- | ----------- | -------- |
| Washington Redskins    | 23 | 10 | V    | ABC 8:00pm  | 63,538   |
| at New York Giants     | 34 | 28 | W    | CBS 12:00pm | 76,430   |
| Phoenix Cardinals      | 31 | 20 | V    | CBS 3:00pm  | 62,575   |
| Settimana di pausa     |    |    |      |             |          |
| at Philadelphia Eagles | 7  | 31 | S    | ABC 8:00pm  | 66,572   |
| Seattle Seahawks       | 27 | 0  | V    | NBC 12:00pm | 62,311   |
| Kansas City Chiefs     | 17 | 10 | V    | NBC 12:00pm | 64,115   |
| at Los Angeles Raiders | 28 | 13 | V    | CBS 3:00pm  | 91,505   |
| Philadelphia Eagles    | 20 | 10 | V    | CBS 3:00pm  | 65,012   |
| at Detroit Lions       | 37 | 3  | V    | CBS 12:00pm | 74,816   |
| Los Angeles Rams       | 23 | 27 | S    | CBS 3:00pm  | 63,690   |
| at Phoenix Cardinals   | 16 | 10 | V    | CBS 3:00pm  | 72,439   |
| New York Giants        | 30 | 3  | V    | CBS 3:00pm  | 62,416   |
| at Denver Broncos      | 31 | 27 | V    | CBS 3:00pm  | 74,946   |
| at Washington Redskins | 17 | 20 | S    | CBS 3:00pm  | 56,437   |
| at Atlanta Falcons     | 41 | 17 | V    | ABC 8:00pm  | 67,036   |
| Chicago Bears          | 27 | 14 | V    | CBS 3:00pm  | 63,101   |

### Playoff
| Turno            | Data      | Avversario              | Risultato |
| ---------------- | --------- | ----------------------- | --------- |
| Divisional       | 10/1/1993 | vs. Philadelphia Eagles | V 34-10   |
| NFC Championship | 17/1/1993 | vs. San Francisco 49ers | V 30-20   |
| Super Bowl XXVII | 30/1/1993 | vs. Buffalo Bills       | V 52-17   |

## Premi
- Troy Aikman:

MVP del Super Bowl